# ليا فان لير
ليا فان لير (8 أغسطس 1924 - 13 مارس 2015) (بالعبرية: ליה ון ליר‏) مخرجة إسرائيلية، رائدة في مجال فن برمجة الأفلام وأرشفة الأفلام في إسرائيل. أسّست مؤسِّسة سينما حيفا وسينماتك القدس وأرشيف الفيلم الإسرائيلي ومهرجان القدس السينمائي.

## روابط خارجية
- ليا فان لير على موقع IMDb (الإنجليزية)
- ليا فان لير على موقع ألو سيني (الفرنسية)
- ليا فان لير على موقع قاعدة بيانات الأفلام السويدية (السويدية)